# Qeqertaq
Qeqertaq ("Ön") är en grönländsk bygd i Qaasuitsup kommun. Den ligger cirka 90 kilometer norr om Ilulissat på sydsidan av en ö i Tasiusaq-bukten, bara någon kilometer från Grönlands fastland. Invånarantalet uppgick 2015 till 120.
Bygdens viktigaste intäktskälla är fiske efter hellefisk (dvs. mindre hälleflundra), som bearbetas på den lokala fiskfabriken.